# 리우창헝
리우창헝(중국어: 劉昶亨, 병음: Liú Chǎnghēng, 1998년 8월 20일 ~)은 타이완의 전직 카트라이더 프로게이머로 아이디는 NEAL을 사용했다.

## 선수 시절

### 크레이지레이싱 카트라이더
2011년, 카트라이더 타이완 오픈에 참가하면서 커리어를 시작했다.
2019년, 타이완 대표 자격으로 포르모사 비스트 팀으로 2019 카트라이더 글로벌 슈퍼매치에 참가했다. 준우승을 달성했다.
2021년 11월, 타이완 의무 군사 훈련의 목적으로 군에 입대했다. 2022년 3월, 전역했다.
2022년 6월 2일, 대한민국 카트라이더 리그(KRL) 프로게임단 리브 샌드박스에 입단했다. 개인전 선수로 입단했으나, 팀전 명단에도 이름을 올려 팀전에도 참가했다. 2022-2시즌 팀전 우승, 개인전 우승을 달성하면서 로열로더와 리그 3호 양대 우승을 기록했다. 2022수퍼컵 팀전 우승, 개인전 3위를 달성했다.

### 카트라이더: 드리프트
2023시즌을 앞두고 리브 샌드박스와 재계약을 체결했다. 프리시즌1 팀전 준우승, 개인전 준우승을 달성했다. 프리시즌2 팀전 준우승, 개인전 준우승을 달성했다. 2023시즌 팀전 준우승, 개인전 준우승을 달성했고, 개인전 최우수 선수로 선정되었다.
2024시즌을 앞두고 FearX와 재계약을 체결했다. 이후 팀이 해체되었다.

## 소속팀
| # | 팀명            | 소속 기간                 | 소속 리그 | 비고 |
| - | --------------- | ------------------------- | --------- | ---- |
| 1 | 포르모사 비스트 | 2019.08.04. ~ 2019.08.24. | TeSL A    |      |
| 2 | 리브 샌드박스   | 2022.06.02. ~ 2024.12.31. | KRL KDL   |      |

## 수상 내역

### 크레이지레이싱 카트라이더

#### 타이완
- 2011 카트라이더 타이완 오픈 서머 그룹 A 우승
- 2012 카트라이더 타이완 오픈 윈터 그룹 A 우승
- 2012 GX 리그 원 윈터 시즌 우승
- 2012 카트라이더 타이완 오픈 서머 그룹 A 우승
- 2013 타이완 e스포츠 리그 WMAL 슈퍼리그 시즌 1 개인전 우승
- 2013 GX 리그 원 서머 시즌 우승
- 2013 타이완 e스포츠 리그 WMAL 슈퍼리그 시즌 2 개인전 우승
- 2013 GX 리그 원 파이널 우승
- 2014 타이완 e스포츠 리그 WMAL 슈퍼리그 시즌 3 개인전 우승
- 2014 타이완 e스포츠 리그 WMAL 슈퍼리그 시즌 4 개인전 우승
- 2014 타이완 e스포츠 리그 WMAL 슈퍼리그 오픈 개인전 우승
- 2019 카트라이더 글로벌 슈퍼매치 준우승

#### 대한민국
공식 대회 우승 3회
- 2022 신한은행 헤이영 카트라이더 리그 시즌 2 팀전 우승 (리브 샌드박스)
- 2022 신한은행 헤이영 카트라이더 리그 시즌 2 개인전 우승
- 2022 신한은행 쏠 카트라이더 리그 수퍼컵 팀전 우승 (리브 샌드박스)
- 2022 신한은행 쏠 카트라이더 리그 수퍼컵 개인전 3위
- 2022 신한은행 쏠 카트라이더 리그 수퍼컵 개인전 Record Breaker

### 카트라이더: 드리프트
공식 대회 준우승 2회
- 카트라이더: 드리프트 리그 프리시즌 1 팀전 준우승
- 카트라이더: 드리프트 리그 프리시즌 1 개인전 준우승
- 카트라이더: 드리프트 리그 프리시즌 2 팀전 준우승
- 카트라이더: 드리프트 리그 프리시즌 2 개인전 준우승
- 2023 대전 레이싱 챌린지 준우승
- 2023 카트라이더: 드리프트 리그 팀전 준우승
- 2023 카트라이더: 드리프트 리그 개인전 준우승
- 2023 카트라이더: 드리프트 리그 개인전 Record Breaker